# Весілля в Кані Галілейській

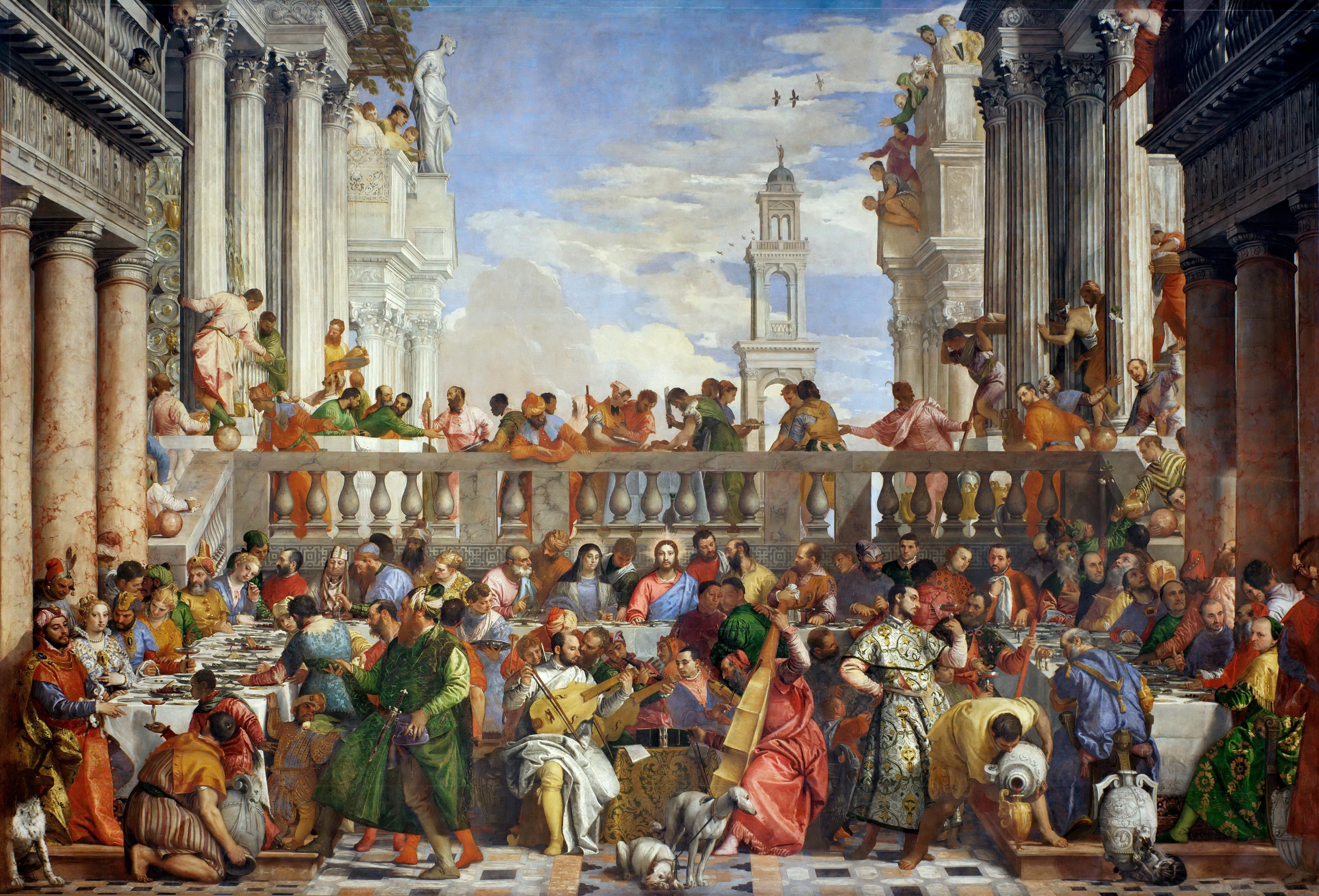
Весілля в Кані Галилейській. Паоло Веронезе, 1562–1563

Весі́лля в Ка́ні Галіле́йській — біблійний сюжет про перше чудо, здійснене Ісусом Христом під час весільного бенкету в місті Кана, біля Назарету (Ів. 2:1–12).

## Історія першого чуда

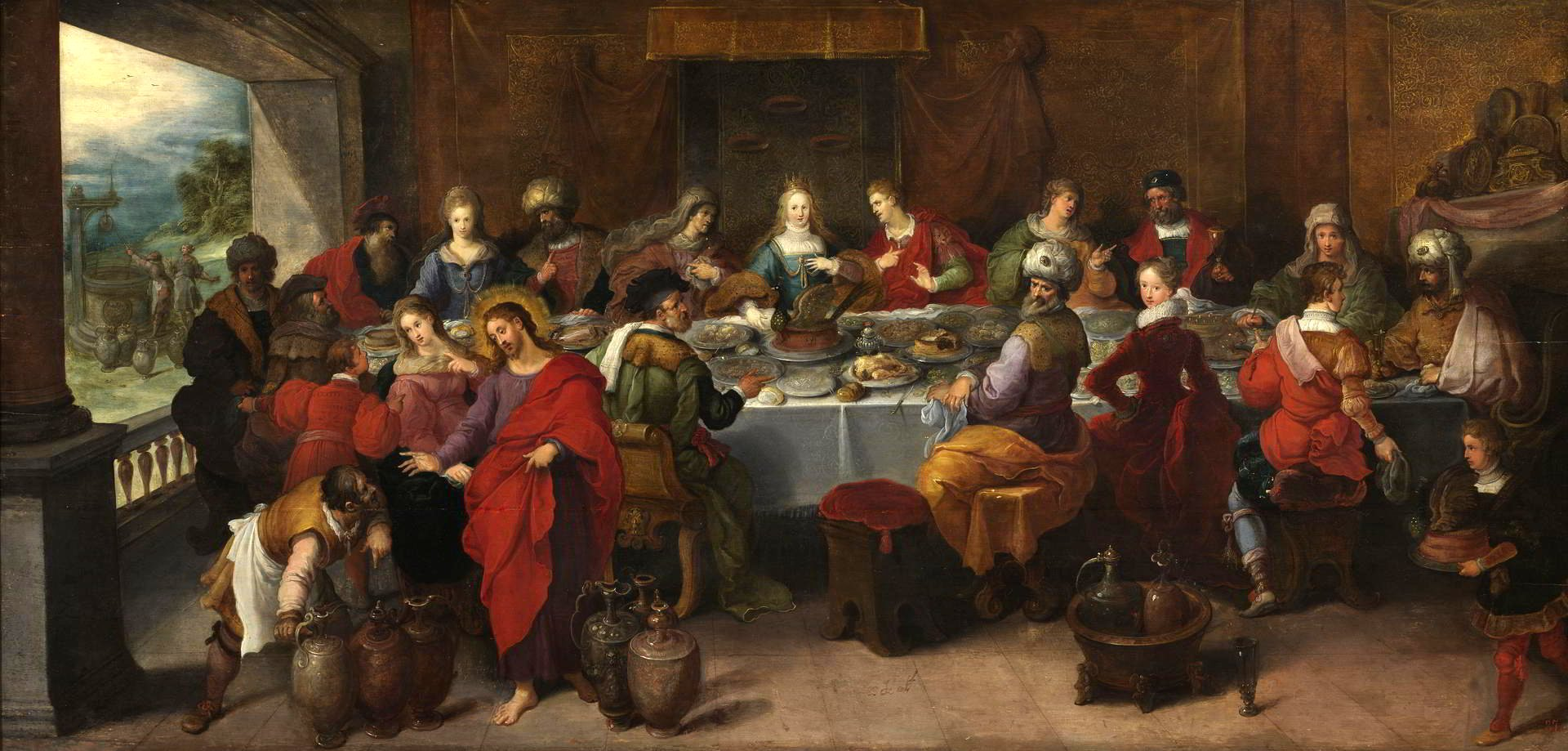
Франс Франкен Молодший. Весілля в Кані Галілейській, близько 1618–1620

В Євангеліє від Івана розповідається про те, що Ісус зустрівся зі своїми першими учнями у місті Кані, неподалік Назарету. Приводом до зустрічі стало весілля, куди запросили Ісуса Христа з Пречистою Матір'ю та учнями. Але в розпал весілля не стало вина, що помітила Богородиця і повідомила про це Ісуса Христа:
|  | Не мають вина! Ів. 2:3 |

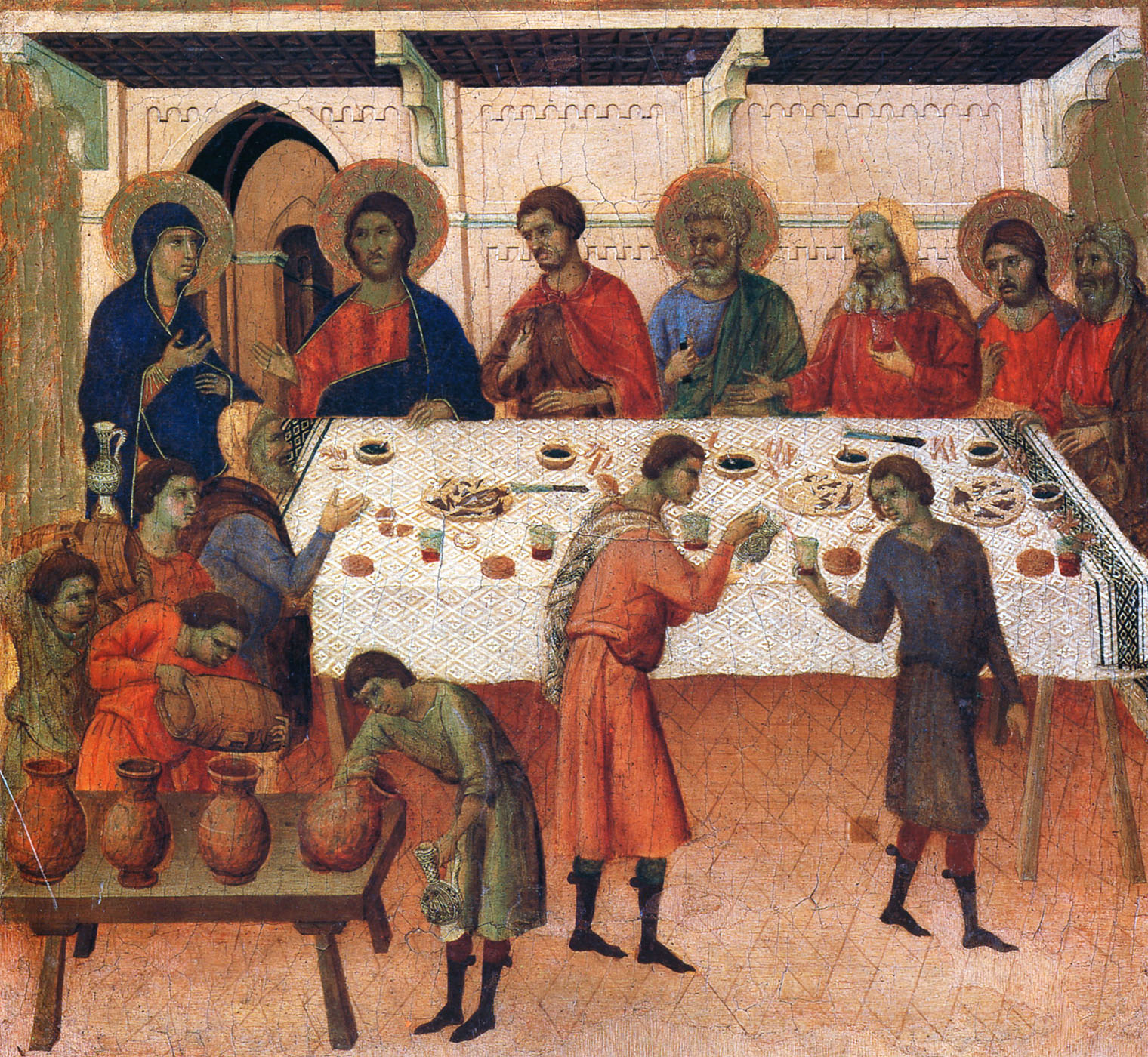
Весілля в Кані Галілейській (фрагмент). Дуччо ді Буонінсенья, 1308–1311

Проте Ісус відповів, що його час ще не прийшов. Марія зрозуміла, що ще не час демонструвати Божественну силу. Та знаючи, як Ісус любить людей і прагне їм допомогти, вона сказала слугам, щоб вони слухали, що накаже робити Ісус Христос. В цьому домі було шість великих кам'яних посудин, куди наливали воду для омивання. Ці посудини були наповнені за велінням Ісуса Христа водою. Коли посудини були повні, Син Божий сказав слугам:
|  | Тепер зачерпніть, і занесіть до весільного старости. Ів. 2:8 |

Коли розпорядник спробував вино, то побачив, що воно дуже смачне. Тоді він сказав нареченому:
|  | Кожна людина подає перше добре вино, а як понапиваються, тоді гірше; а ти добре вино аж на досі зберіг…Ів. 2:10 |

Ці слова свідчать, що розпорядник не знав, звідки взялось вино. Про це знали тільки слуги. А Ісус Христос розпочав таким чином творити чудеса, що дало можливість учням повірити в нього. Це свідчить й про те, що слово Матері Божої мало силу, тому християни звертають свої молитви до Богородиці, просячи її заступитись перед Ісусом Христом.